# Grafschaft Falkenstein

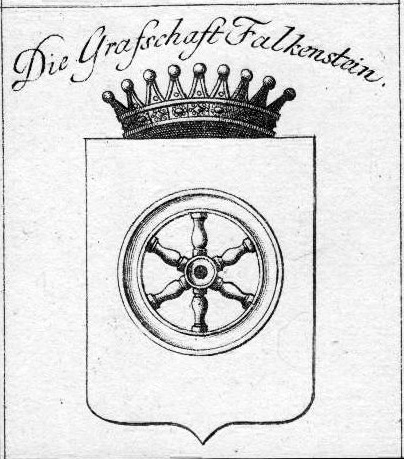
Wappen der Grafschaft Falkenstein

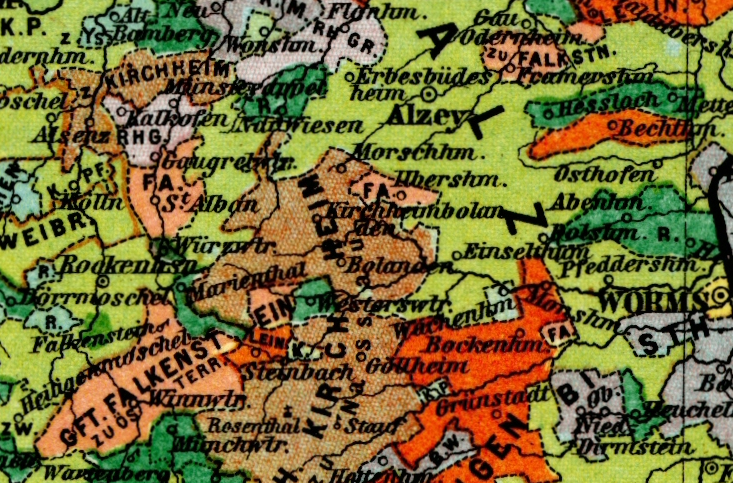
Grafschaft Falkenstein (orangefarben)

Die Grafschaft Falkenstein war ein Territorium im Heiligen Römischen Reich, das nach der im frühen 12. Jahrhundert erbauten Reichsburg Falkenstein in der Pfalz benannt wurde.

## Geschichte
Der erste Träger des Namens von Falkenstein war der 1135 belegte Sigbold von Falkenstein. Dessen Söhne, die Reichsministerialen Hunfried und Heinrich von Falkenstein werden der Reichsministerialität zugeordnet, Hunfried testierte 1166 als Reichstruchsess für Kaiser Friedrich I. Barbarossa. Vermutlich durch die Heirat Hunfrieds von Falkenstein mit einer Tochter Werners II. von Bolanden kam nach dem Aussterben der Falkensteiner deren Besitz (und das Reichstruchsessenamt) an die Herren von Bolanden. Im Zuge einer bolandischen Erbteilung zu Beginn des 13. Jahrhunderts begründete Philipp I. von Falkenstein die nach der Burg Falkenstein (Pfalz) benannte Seitenlinie. Er beerbte im Jahr 1258 das Reichsministerialengeschlecht derer von Münzenberg und erhielt damit die Landvogtei in der Wetterau und die Reichsvogtei im Dreieichforst. Damit wurde der neue Lebensmittelpunkt der Familie das Gebiet des Taunus. In diesem Zusammenhang wurde auch die hessische Burg Falkenstein (Taunus) nach dem Adelsgeschlecht benannt. Die in der Nordpfalz und in Rheinhessen liegenden Stammlande blieben jedoch im Besitz der Familie.
Eine Seitenlinie dieses nunmehr hessischen Adelsgeschlechtes erhielt im Jahr 1398 den Grafentitel. Die hessischen Falkensteiner starben aber schon 1418 aus und über die Schwester des letzten Grafen kamen die Besitzungen in der Nordpfalz und in Rheinhessen an die Grafen von Virneburg.
Im Jahre 1456 wurden sie an Wirich IV. von Daun-Oberstein verkauft. Die Lehnsrechte gab Kaiser Friedrich III. an das Herzogtum Lothringen. Kaiser Maximilian I. erhob die Herrschaft Falkenstein im Jahre 1518 zur Grafschaft, worauf Wirich V. von Daun-Falkenstein († 1546) und seine Nachkommen Grafen von Daun-Falkenstein wurden. 1603 brachte Amalia von Leiningen-Westerburg, geborene von Falkenstein (* um 1546; † 1608), als Witwe des Johannes II. von Hohenfels-Reipoltskirchen (1538–1568) nach dem Tod ihres Sohnes Johannes III. von Hohenfels-Reipoltskirchen († 1602) ihren beiden Brüdern Sebastian und Emich IV. von Daun-Falkenstein die reichsunmittelbare Herrschaft Reipoltskirchen zu.
1629 gelangte die Grafschaft in weiblicher Erbfolge an die schwedischen Grafen Lewenhaupt zu Rasseburg und von Manderscheid-Kail und war über Jahrzehnte strittig mit den Grafen von Daun-Falkenstein. Wilhelm Wirich von Daun-Falkenstein verkaufte die Grafschaft Falkenstein 1667 an Herzog Karl IV. von Lothringen. Als Herzog Franz Stephan 1736 anlässlich der Hochzeit mit Maria Theresia von Österreich und der Bedingungen des Präliminarfriedens von Wien sein Herzogtum gegen die Anwartschaft auf das Großherzogtum Toskana tauschte, behielt er von seinen lothringischen Besitztümern nur die Grafschaft Falkenstein. Die Reichsstandschaft, also Sitz und Stimme auf dem Reichstag, behielt er für Falkenstein und formell für die an Frankreich gefallene Markgrafschaft Nomeny, wodurch er 1745 zum Kaiser gewählt werden konnte. Falkenstein war fortan Teil des Hauses Österreich-Lothringen und wurde seit 1782 als Oberamt Winnweiler von der vorderösterreichischen Regierung in Freiburg im Breisgau verwaltet.

## Umfang

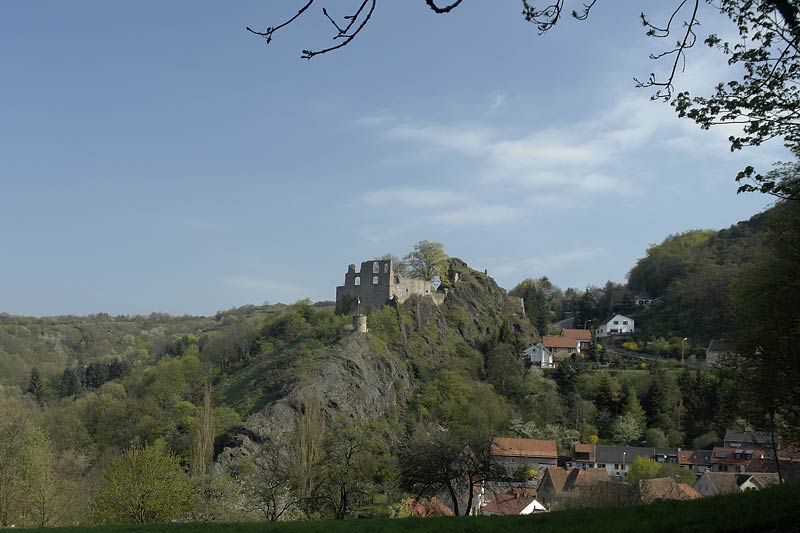
Burg Falkenstein (Pfalz)

- Zum Kern des Gebiets um Falkenstein gehörten die sogenannten Walddörfer: Winnweiler mit Hochstein, Potzbach, Schmelzhütte und mehreren Höfen, Imsbach, Höringen, Lohnsfeld, Falkenstein, Schweisweiler, Ober-Börrstadt, Steinbach, Alsenbrück (seit 1733) mit Langmeil sowie Jakobsweiler.
- Nördlich lag der Besitzkomplex St. Alban mit Gerbach und Gaugrehweiler.
- An der Alsenz lagen als Stolzenberger Gemeinschaft mit dem Herzog von Zweibrücken die Ortschaften Bayerfeld, Cölln, Dielkirchen, Steckweiler und Steingruben (später an Zweibrücken verloren).
- Über Ilbesheim, Hohen-Sülzen, Framersheim, Dalheim, dem halben Dorf („Hasslocher Teil“) Hillesheim und Harxheim reichte Falkensteiner Streubesitz bis kurz vor die Stadt Mainz; mit Eckelsheim, Biebelsheim und Kalkofen wies weiterer Streubesitz zum pfälzischen Amt Neubamberg.
- Im Süden gehörte zeitweilig auch die Herrschaft Wilenstein mit Trippstadt, Stelzenberg und Mölschbach dazu.
- Bereits um 1190 besaß Werner von Bolanden das Kurkölner Lehen der Herrschaft Bretzenheim, zunächst als Afterlehen der Pfalzgrafen. Im Mittelalter waren Bretzenheim, Winzenheim und Ippesheim Zubehör der Grafschaft Falkenstein, die als Lehen unmittelbar vom Kölner Erzbischof empfangen wurden. Von 1589 bis 1628 residierte Graf Emich IV. von Daun-Falkenstein-Oberstein im Schloss Bretzenheim. 1642 wurde die Herrschaft (bis auf eine Hälfte von Ippesheim) für 27.000 Reichstaler an Graf Alexander II. von Velen verkauft. Dessen Tochter Alexandrine Marie († 1656) war in diesem Jahr bis zu dessen Tod kurz mit Emich (1614–1642) verheiratet, einem Sohn des Johann Adolf von Daun-Falkenstein-Broich.
- Von 1603 an gehörte die Herrschaft Reipoltskirchen mit Berzweiler, Dörnbach, Finkenbach und Gersweiler, Hefersweiler, Moorbach, Niederkirchen, Nußbach, Rathskirchen, Reichsthal, Relsberg, Rudolphskirchen, Schönborn und Seelen zur Grafschaft Falkenstein,[2] ab 1628 (1636)[3] im Kondominium zweier Linien der Grafen von Lewenhaupt-Rasburg-Falkenstein, 1648 im Westfälischen Friedensvertrag bestätigt,[4] bis 1722/30 (Verkauf einer Hälfte an die Grafen von Hillesheim) bzw. bis 1763 (Verkauf der zweiten Hälfte an die von Ellrodt, später Weiterverkauf an Karoline Franziska Dorothea von Parkstein bzw. die Fürsten von Isenburg-Büdingen).

Vor dem Ersten Koalitionskrieg (1792) hatte die vorderösterreiche Grafschaft Falkenstein rund 125 km² mit 7714 Einwohnern. In den Tabellen des preußischen Verwaltungsbeamten Karl Heinrich von Lang, der auf die Ungenauigkeit aller Quellen hinweist, sind 1798 für Falkenstein 4200 Einwohner, für Bretzenheim 2000 und für Reipoltskirchen 4000 Personen vermerkt. Nach der Zugehörigkeit des Linken Rheinufers zu Frankreich zwischen 1794/97 und 1814 wurde die österreichische Herrschaft nur kurz restituiert, bis 1816 der überwiegende Teil an Bayern zum Rheinkreis und einige Gemeinden zu Rheinhessen (Provinz des Großherzogtums Hessen) kamen. Seit 1946 gehören alle Orte des ehemaligen Oberamts Winnweiler zu Rheinland-Pfalz.

## Regierende Herren und Grafen
Herren und Grafen von Bolanden-Falkenstein
- vor 1233–1298 Philipp I. (IV.) von Bolanden-Falkenstein (* um 1200, † 1271), verheiratet mit Isengard von Münzenberg
- 1271–1298/1300 Philipp II. (V.) von Falkenstein-Münzenberg-Butzbach († 1293/95) und Werner I. von Falkenstein-Münzenberg-Lich (* 1234/37; † 1298/1300); 1271 Erste Falkensteiner Teilung
- 1293/1300–1322 Philipp III. (VI.) von Falkenstein-Münzenberg (* um 1257, † 1322), Reichserbkämmerer, Grabplatte in der Marienstiftskirche Lich, und sein Sohn Philipp IV. von Falkenstein-Münzenberg (* um 1272, † 1312)
- 1322–1333 Kuno II. von Falkenstein-Münzenberg († 1333), Grabplatte in der Marienstiftskirche Lich
- 1333–1343 Philipp V. von Falkenstein-Münzenberg († 1343)
- 1343–1349 in Vormundschaft Kuno (III.) von Falkenstein-Münzenberg (* um 1320; † 1388), als Kuno II. Erzbischof von Trier, Wandgrab in der Basilika St. Kastor in Koblenz
- 1349–1370/73 Philipp VI. von Falkenstein-Münzenberg (* um 1320; † 1370/73)
- 1370/73–1407 Philipp VII. von Falkenstein-Münzenberg († 1410), 1398 in den Grafenstand erhoben, resignierte 1407, und Philipp VIII. von Falkenstein-Münzenberg († 1407), Epitaphe in der Markuskirche Butzbach
- 1407–1418 in Vormundschaft Werner von Falkenstein (* um 1355; † 1418), als Werner III. Erzbischof von Trier, Hochgrab in der Basilika St. Kastor in Koblenz, für seine Nichten, den Nachkommen der Luitgard von Falkenstein (* um 1357; † nach 1391), verheiratet mit Eberhard I. von Eppstein, und der Agnes von Falkenstein (* um 1358, † 1409), verheiratet mit Otto I. von Solms-Braunfels

Grafen von Virneburg
- 1418–1444 Ruprecht IV. von Virneburg († 1444), verheiratet mit Agnes von Solms († 1412/20), Tochter von Otto I. von Solms-Braunfels; 1420 Zweite Falkensteiner Teilung unter Sayn, Virneburg, Solms, Isenburg, Eppstein und Hanau
- 1444–1456 Wilhelm von Virneburg-Falkenstein († 1487), verkaufte die Grafschaft

Grafen von Daun-Oberstein
- 1456–1501 Wirich (IV.) VI. von Daun-Oberstein (1418–1501), Grabstein in der Abteikirche Otterberg
- 1501–1517 Melchior von Daun-Oberstein (1445–1517), Grabstein in der Abteikirche Otterberg, verheiratet mit Margaretha von Virneburg
- 1517–1530 Philipp von Daun-Oberstein († 1530), Falkenstein wurde 1518 von Kaiser Maximilian I. zur Reichsgrafschaft erhoben, verheiratet seit 1527 mit Claudine de Dompmartin († nach 1573), Tochter von Guillaume de Dommartin († 1525), Herr zu Fontenoy-le-Château und Finstingen, und Anne de Neufchâtel (* um 1470; † 1543), Grabstein in der Abteikirche Otterberg
- 1530–1546 Wirich (V.) VII. von Daun-Falkenstein († 1546)
- 1546–1579 Johann von Daun-Falkenstein (1506–1579), auch als Vormund seines geistesschwachen Bruders Kaspar († 1576), 1549 von der Herzoginwitwe Christina von Lothringen belehnt, 1554 durch einen Erbteilungsvertrag mit seinen Brüdern Philipp II. von Daun-Falkenstein-Broich (* um 1514; † 1554) und Sebastian von Daun-Oberstein (* um 1530; † um 1576) bestätigt. Die Reichsstandschaft der Grafschaft wurde 1559 von Kaiser Ferdinand I. bestätigt. Grabmal in der Klosterkirche Marienthal
- 1579–1585 Regentschaft der Witwe, Rhein- und Wildgräfin Ursula zu Salm-Kyrburg (1515–1601), die in erster Ehe mit Ruprecht von Pfalz-Zweibrücken-Veldenz († 1544) verheiratet gewesen war
- 1585–1615 Sebastian von Daun-Falkenstein-Oberstein (* um 1546; † 1615), Grabplatte in der Felsenkirche Oberstein. Seine Schwester Sidonia von Daun-Falkenstein (1549–1588) war seit 1579 verheiratet mit Axel Stensson Lewenhaupt-Raasepori (1554–1619),[7] einem Neffen der schwedischen Königin Margareta Eriksdotter Leijonhufvud. Die Schwester Amalia von Falkenstein (1547–1608) war verheiratet in erster Ehe mit Johannes II. von Hohenfels-Reipoltskirchen (1538–1568), in zweiter Ehe seit 1578 mit Philipp I. von Leiningen-Westerburg (1527–1597)
- 1615–1628 Emich IV. von Daun-Falkenstein-Oberstein († 1628), Bruder des vorherigen, residierte in Bretzenheim, Grabmal in der Klosterkirche Marienthal

| Daun-Falkenstein-Oberstein - 1628–1633 Lothar von Daun-Falkenstein-Oberstein († 1633), Vetter des Emich IV., gefallen an der Werbener Schanze, und sein Bruder - 1633–1636 Franz Christoph von Daun-Falkenstein-Oberstein († 1636), Oberst der Panzerreiter des ehemaligen Hans Ernst Vitzthum von Eckstädt’schen Kürassierregiments in kaiserlichen Diensten, gefallen als „Letzter aus der Familie der Grafen in Falkenstein“ in der Schlacht bei Wittstock, Grabmal befand sich in der Kirche des Franziskanerklosters Kreuznach - 1636–1646 (Anspruch bis 1660/67) Wilhelm Wirich von Daun-Falkenstein-Broich (1613–1682), ein entfernterer Verwandter (Nachkomme des Wirich (V.) VII. von Daun-Falkenstein), 1640 unter Sequester gestellt, 1642 von Lothringen belehnt, 1646 des Lehens für verlustig erklärt, 1647 bis 1654 wurde Schloss Falkenstein von lothringischen und manderscheidischen Truppen besetzt, 1660/67 Verkauf an Karl IV. von Lothringen | Lewenhaupt-Rasburg (Erbanspruch) - ab 1628 erhoben Johann Casimir (1583–1634) und Steno (Stein; Stanislaus) von Löwenhaupt-Rasburg (1586–1645), verheiratet mit Magdalena von Manderscheid-Schleiden († 1639), beides Söhne von Sidonia von Daun-Falkenstein und Axel Stensson Leijonhufvud-Raasepori, Anspruch auf die Grafschaft |

Kondominium der Grafen von Manderscheid-Kail und Lewenhaupt
| Manderscheid-Kail - 1652/53 Philipp Dietrich von Manderscheid-Kail (1596–1653), Sohn von Dietrich II. von Manderscheid-Kail († 1613) und Anna Amalia von Manderscheid-Schleiden, seit 1628 verheiratet mit Elisabeth Amalia Löwenhaupt-Rasburg (1607–1647), Tochter von Steno von Lewenhaupt und Enkelin der Sidonia von Daun-Falkenstein, wird im Namen der verstorbenen Grafen von Lewenhaupt von Karl IV. von Lothringen mit der Grafschaft Falkenstein belehnt. - 1653–1686 Hermann-Franz von Manderscheid-Kail (1640–1686) | Lewenhaupt-Rasburg - nach 1646 Gustav Adolf (1619–1656), Carl Mauritz (1620–1666), Ludwig Wirich (1622–1668) und Axel von Löwenhaupt-Raseborg (1625–1669), Söhne von Johan Casimir von Lewenhaupt |

- 1660/67 Karl IV. von Lothringen
- 1667/68–1682 (Anspruch bis 1723) Charles Henri de Lorraine-Vaudémont (1649–1723). Durch ein Urteil der Reunionskammer Metz wurden 1682 die Grafen von Manderscheid und Lewenhaupt zunächst wieder in den Besitz der Grafschaft Falkenstein gesetzt.

| Manderscheid-Kail - 1682–1686 Hermann-Franz von Manderscheid-Kail (1640–1686) - 1686–1721 Karl Franz Ludwig von Manderscheid-Kail-Blankenheim (1665–1721) - 1721–1727 Wolf Heinrich von Manderscheid-Kail-Blankenheim (1678–1742), verkaufte 1727 seine Hälfte der Grafschaft an Leopold von Lothringen | Lewenhaupt-Rasburg - ab 1682 Gustav Moritz (1651–1700), Axel Johann (1660–1717), Carl Gustav (1662–1703), Moritz Adam, Gustav Friedrich (1658–1723) und Carl Julius von Löwenhaupt (1664–1726) - 1700 wird auch Gustav Adolf von Lewenhaupt (1675–1708), Sohn von Gustav Moritz, durch Leopold Herzog zu Lothringen belehnt - 1713–1724 auch Karl Friedrich (1689–1753) und Gustav Otto von Löwenhaupt (1690–1762). Gustav Otto von Löwenhaupt, Sohn von Axel Johann, verzichtet 1724 gegenüber Leopold von Lothringen auf die Ansprüche |

Haus Lothringen/Habsburg-Lothringen
- 1723/24–1729 Leopold von Lothringen
- 1729–1765 Franz Stephan von Lothringen, 1731 mit dem Reichslehen der Grafschaft Falkenstein belehnt, seit 1736 verheiratet mit Maria Theresia von Österreich, 1745 zum römisch-deutschen Kaiser gewählt
- 1765–1790 Joseph II. von Habsburg-Lothringen, römisch-deutscher Kaiser
- 1790–1792 Leopold von Habsburg-Lothringen, römisch-deutscher Kaiser
- 1792–1794 Franz II. von Habsburg-Lothringen, römisch-deutscher Kaiser

## Burggrafen, Administratoren und Amtleute (Oberamtleute) der Grafschaft Falkenstein
(Quelle:)
- 1320, 1330 Gerhard von Wachenheim
- 1350 Peter von Wachenheim
- 1409, 1413 Johann (Henne) von Lewenstein genannt von Randeck
- 1466, 1469 Arnold Glock (Glocke) von Oberstein († nach 1478) aus einer kurtrierischen Burgleute-Familie zu St. Wendel
- 1474 Martin vom Stein
- 1480 Bligger XIV. Landschad von Steinach († 1499), Burggraf von Alzey, verheiratet mit Mia von Helmstadt, Doppelgrabmal in der von ihm neu erbauten Kirche zu Neckarsteinach
- 1484 Peter von Gersbach
- 1531 Hans Blick von Lichtenberg d. Ä.
- 1537 (Hans) Christoph II. Landschad von Steinach
- 1541, 1545, 1546 Bleickard XVI. Landschad von Steinach
- 1554 Hans Martin von Wachenheim, vermittelte 1554 den Erbteilungsvertrag zwischen den Brüdern von Daun-Falkenstein
- 1577 Friedrich von Lewenstein
- 1609, 1620, 1629 Johann Henrich Keßler von Sarmsheim
- 1652, 1665/67 Johann Christoph von Schellart, 1665 wurde der herzoglich lothringische Oberamtmann zu Falkenstein von Schellart in die Oberrheinische Reichsritterschaft aufgenommen
- 1653 Weingart (lothr.)
- 1678 Carl Souart
- Johann Daniel Mörlin (von Morle) (1641–1699), Rat des Herzogs Karl IV. bzw. des Prinzen Charles Henri de Lorraine-Vaudémont und Oberamtmann der Grafschaft Falkenstein

| Falkenstein-Manderscheid-Kail - 1695, 1700, 1701, 1708 Georg Ulrich Pleickner (Bleichner), zugleich kurpfälzischer Rat - 1706, 1710, 1715, 1718, 1724 Jean Foccart (1687, 1695, 1700 Oberkeller), zugleich pfälzischer Rat - 1720 Pleickner | Falkenstein-Lewenhaupt - 1659 Johann Arndt - 1698, 1700, 1701, 1706, 1710 Johann Friedrich Seidenbender (Seydenbänder) (1650–1712), Lic. jur., 1685 bis 1689 und ab 1694 Dreizehner, Stättmeister und regierender Schultheiß in Worms, 1698 kaiserlicher Hofpfalzgraf - 1715 P. A. Roesgen - 1716 G. D. Lierma - 1724 Johann Georg Förster aus Bruchhausen, später kurpfälzischer Administrations-Schaffner des ehemaligen Klosters Liebenau |

Lothringen und Habsburg-Lothringen
- 1722–1733 Franz Friedrich Freiherr von Langen
- 1734–1742 Karl Baron von Pfütschner
- 1742 (?43) – 1753 Johann Nikolaus Baron von Schackmin
- 1753–1756 Baron von Speicher
- 1756–1769 Bernhard Anton Emanuel von Brée (Landschreiber), 1764 Reichsritterstand
- 2. März 1770 – 1772 Friedrich Karl von Moser (Verwalter)
- 1773–1774 Joseph von Aichen, zuvor seit 1771 Justizcommissär der Grafschaft
- 1784 Joseph Philipp Sauer (Administrator der Reichsgrafschaft Falkenstein)
- 1785–1797 Joseph Innocenz von Steinherr, Edler von Hohenstein (1751–1824), (1785 provisorisch aufgestellter Administrator, 1786–1797 k.k. Oberamtmann)

## Wappen
Das Wappen der Grafen von Falkenstein zeigt in Blau ein silbernes sechs- oder achtspeichiges Spulrad. Es erscheint auch heute noch in einer Reihe aktueller Gemeindewappen in Rheinhessen, der Pfalz und Nordrhein-Westfalen, z. B.:

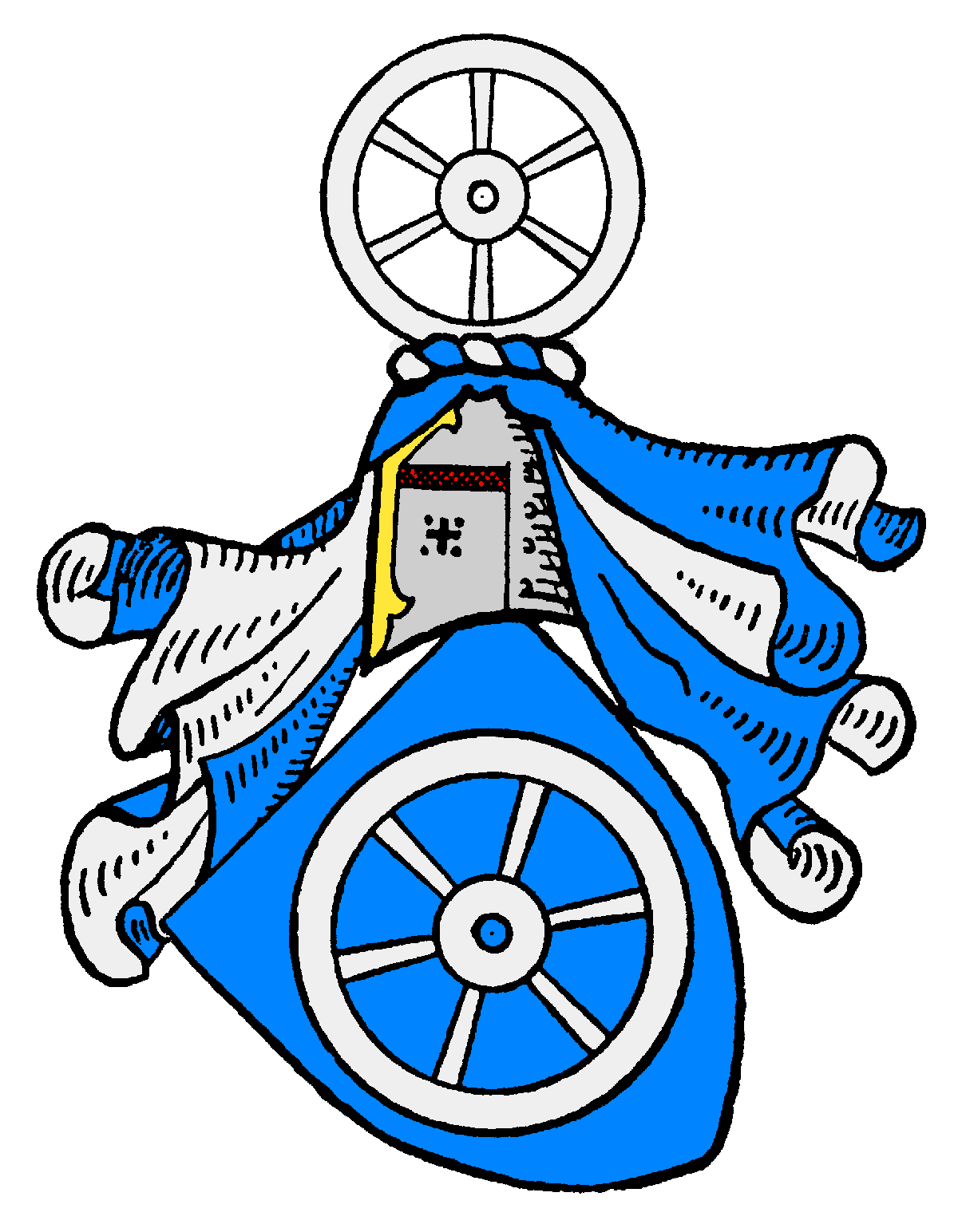
Stammwappen derer von Falkenstein
Eckelsheim
Hohen-Sülzen
Imsbach
Kalkofen
Mommenheim (Rheinhessen)
Reipoltskirchen[23][4]
Rathskirchen (ehemals Herrschaft Reipoltskirchen)[23][4]
Mülheim an der Ruhr
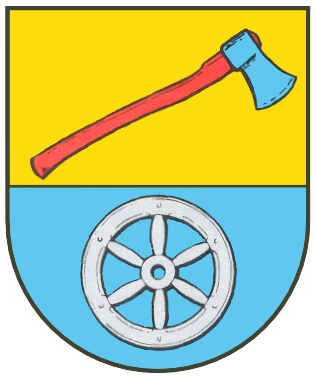
Ehemalige Gemeinde Mölschbach, Ortsbezirk der Stadt Kaiserslautern
Ehemalige Gemeinde Alsenbrück-Langmeil
Ehemalige Gemeinde Hochstein
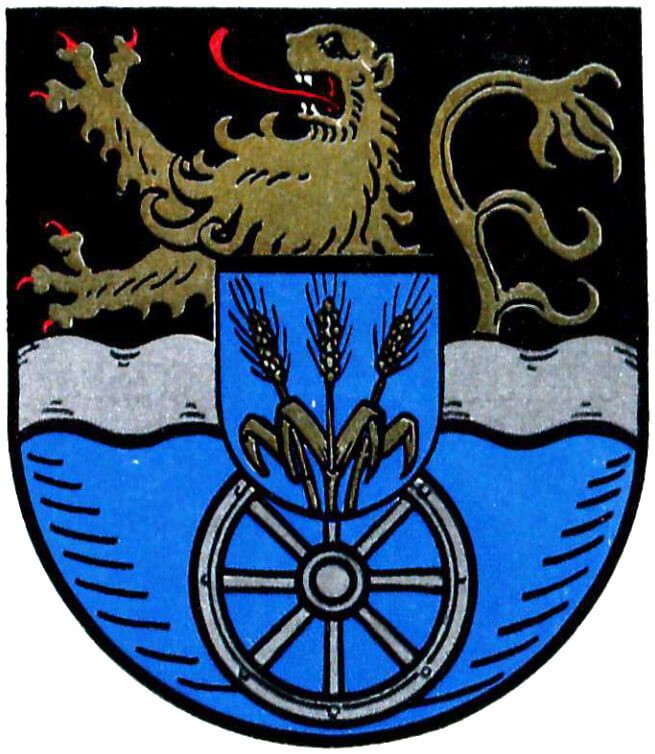
Ehemaliger Landkreis Rockenhausen
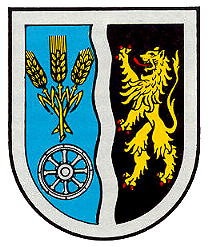
Ehemalige Verbandsgemeinde Rockenhausen

### Historische Wappen

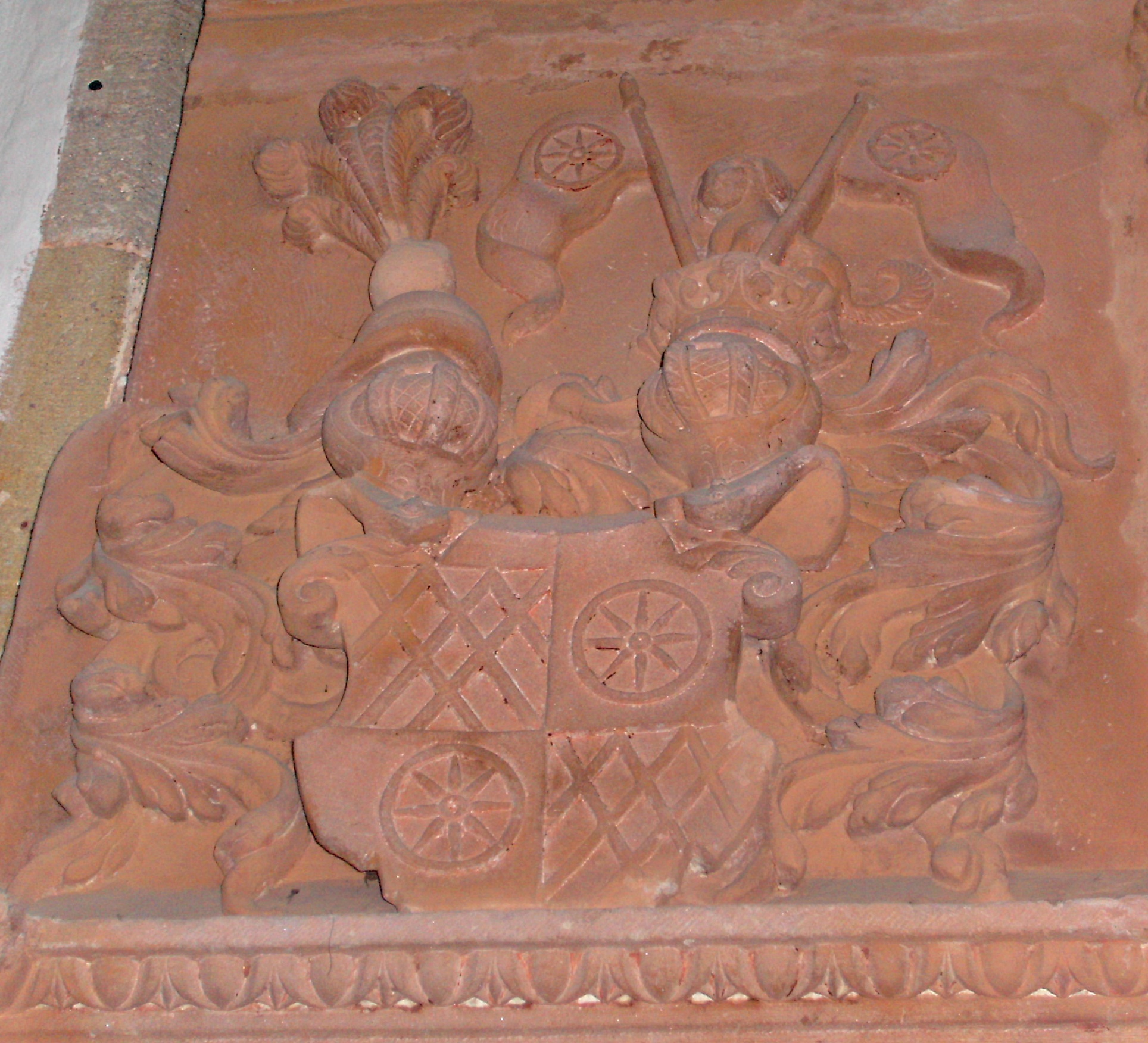
Wappen auf einem Epitaph für sieben Kleinkinder der Familie von Daun-Falkenstein in der Klosterkirche Marienthal, um 1580
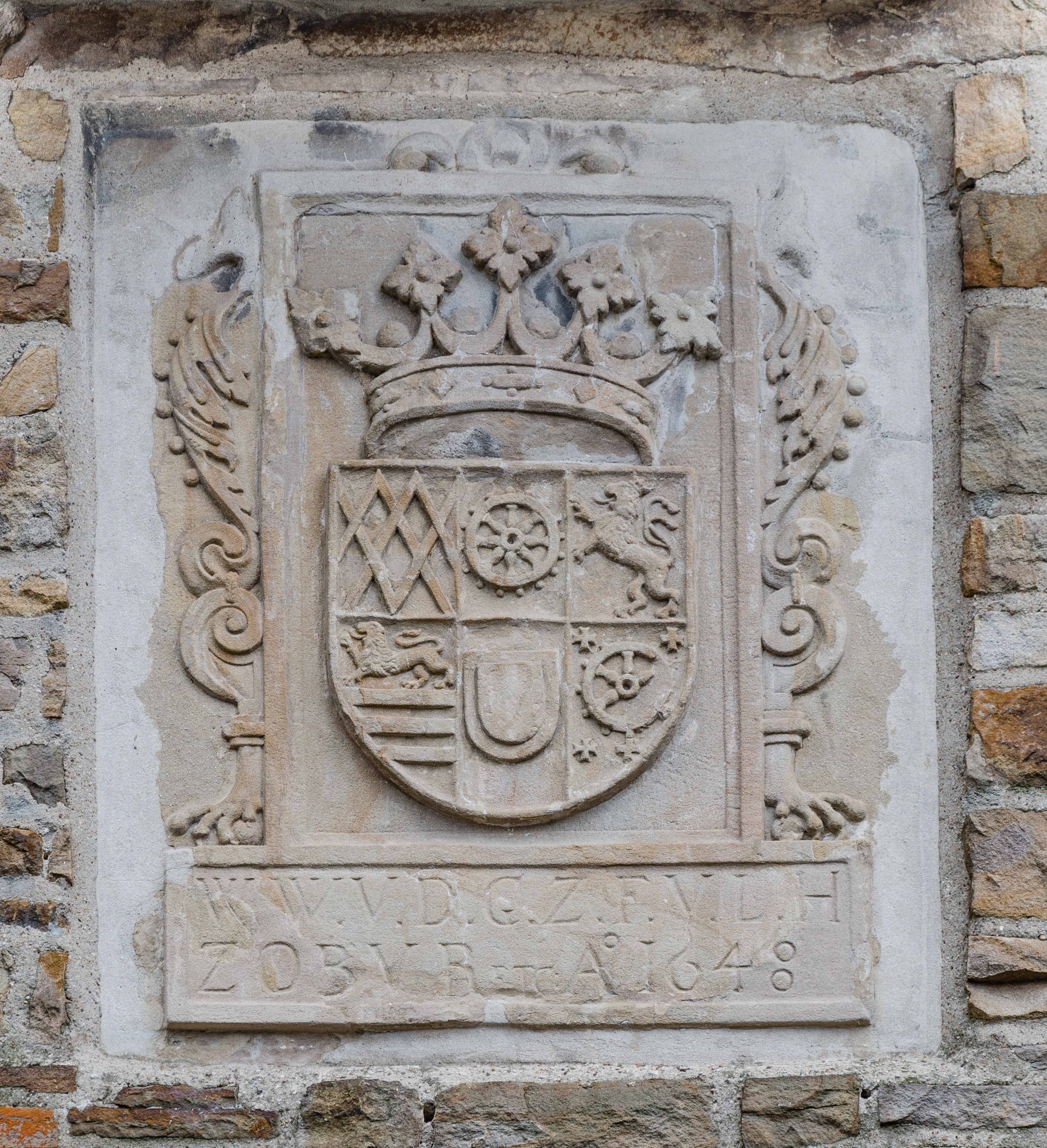
Wappen des Wilhelm Wirich von Daun-Falkenstein an Schloss Broich, 1648
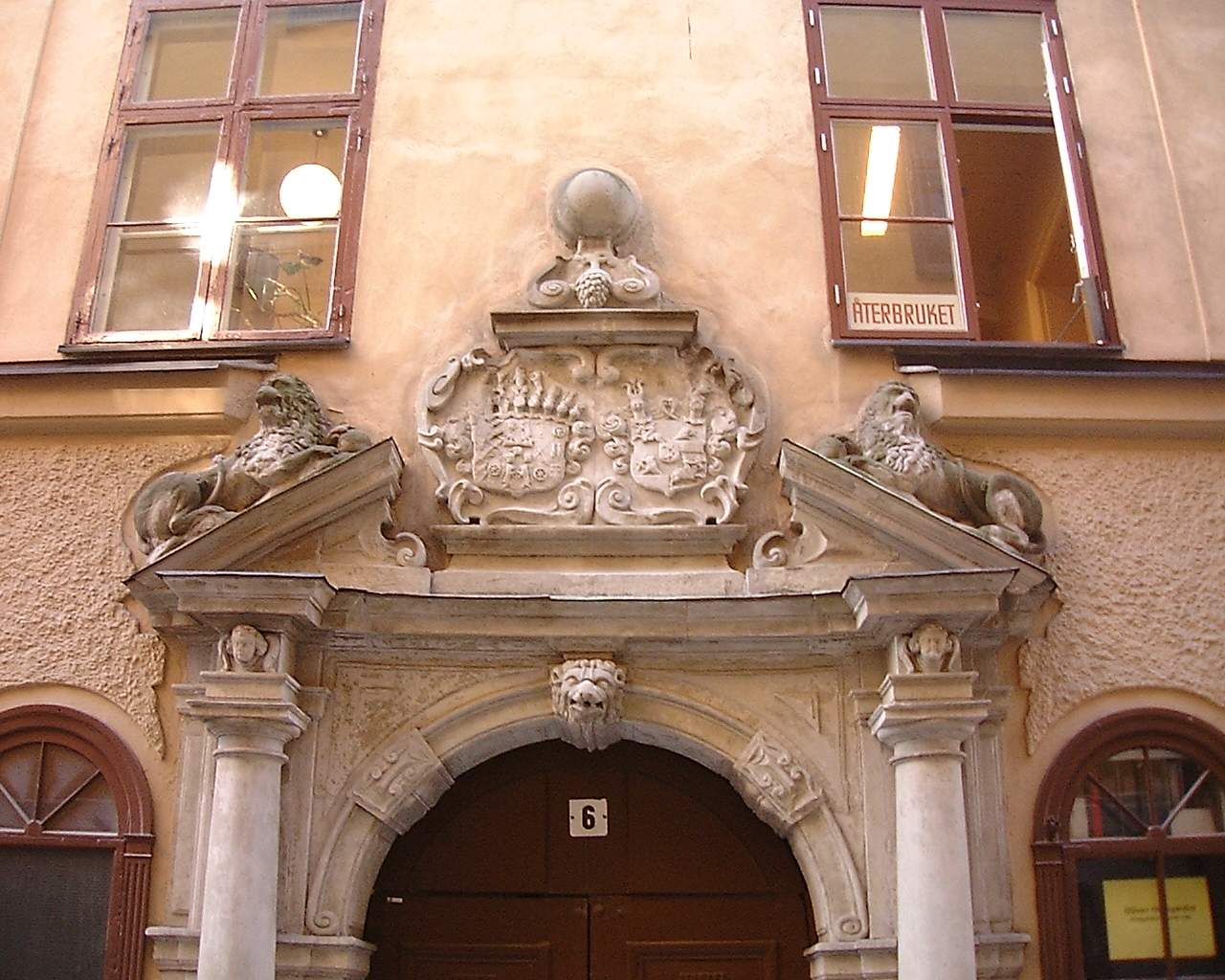
Allianzwappen von Carl Mauritz Lewenhaupt–Raseborg–Falkenstein und Anna Maria Krus af Gudhem (1642-1716) am Mäster Olofsgården in Stockholm, Mitte des 17. Jahrhunderts
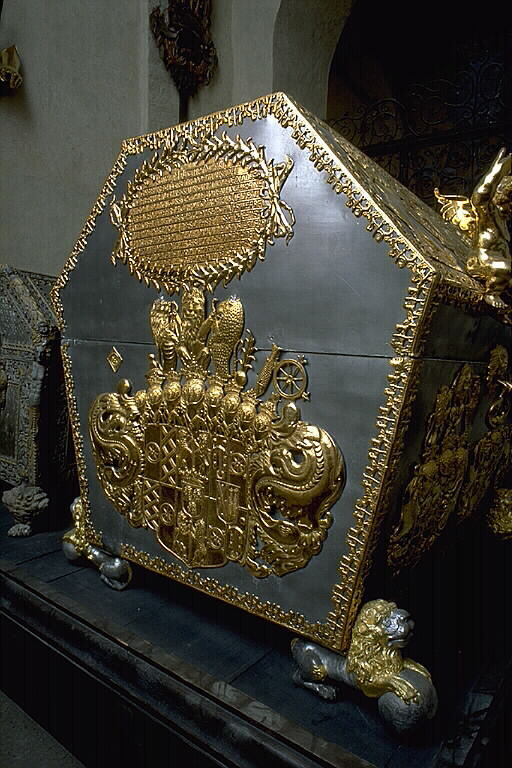
Wappen von Carl Mauritz Lewenhaupt–Raseborg–Falkenstein in der Lewenhaupt-Kapelle der Riddarholmskyrkan Stockholm, 1667
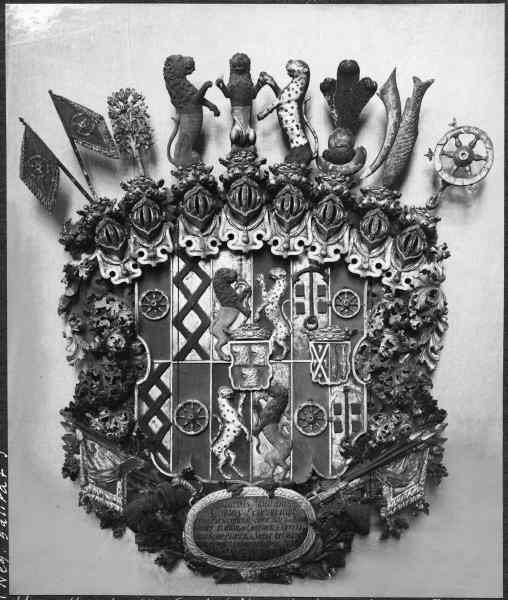
Epitaph von Gustaf Mauritz von Lewenhaupt-Falkenstein (1651–1700) in der Riddarholmskyrkan Stockholm, um 1700
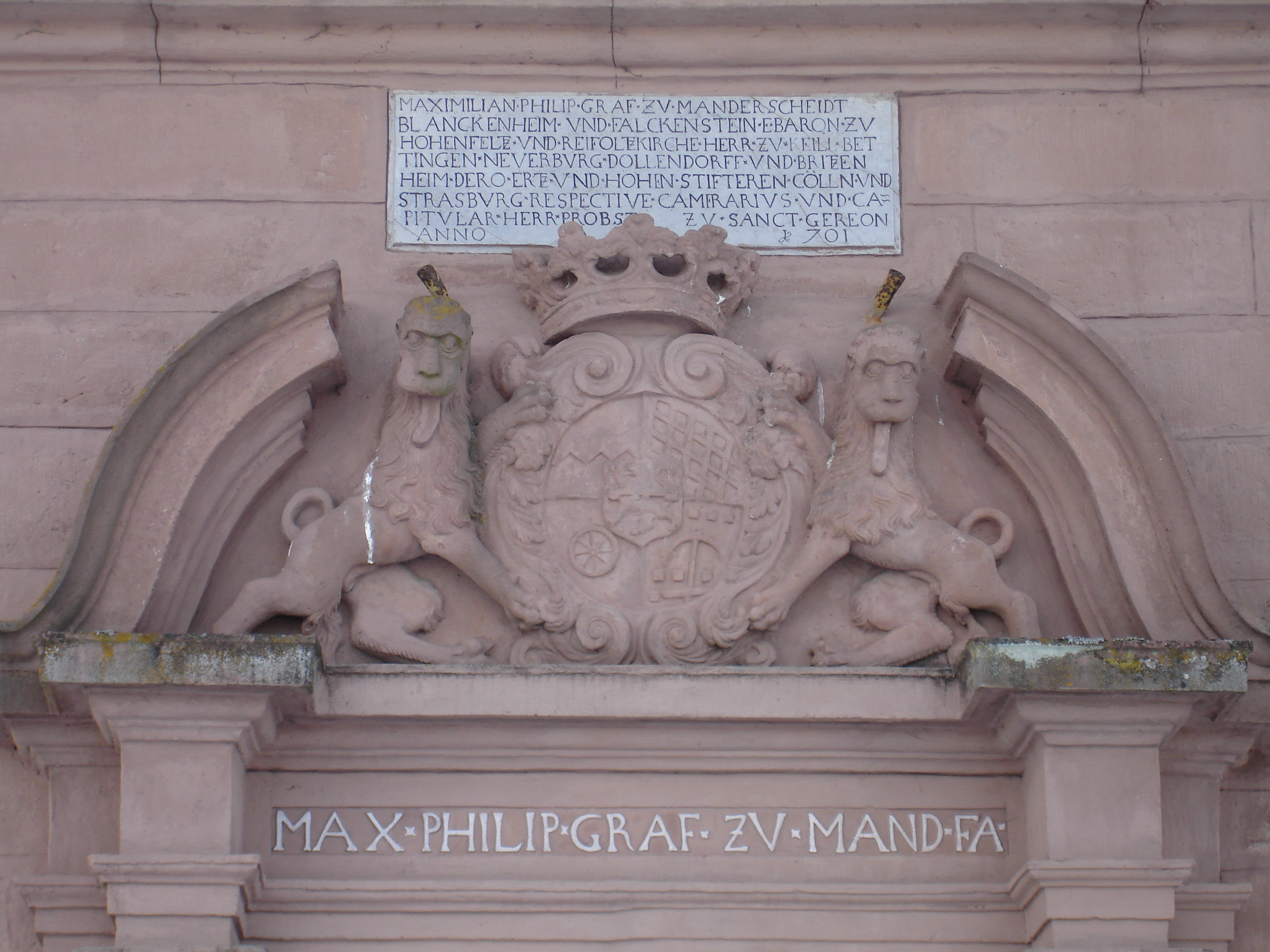
Wappen des Propstes Max Philipp von Manderscheid-Blankenheim-Falkenstein-Kail (1669–1727)[25] an der Antoniuskapelle Dollendorf, 1701
Großes Wappen des Kaisers Joseph II. von Habsburg-Lothringen (Falkenstein in Feld 8), 1765
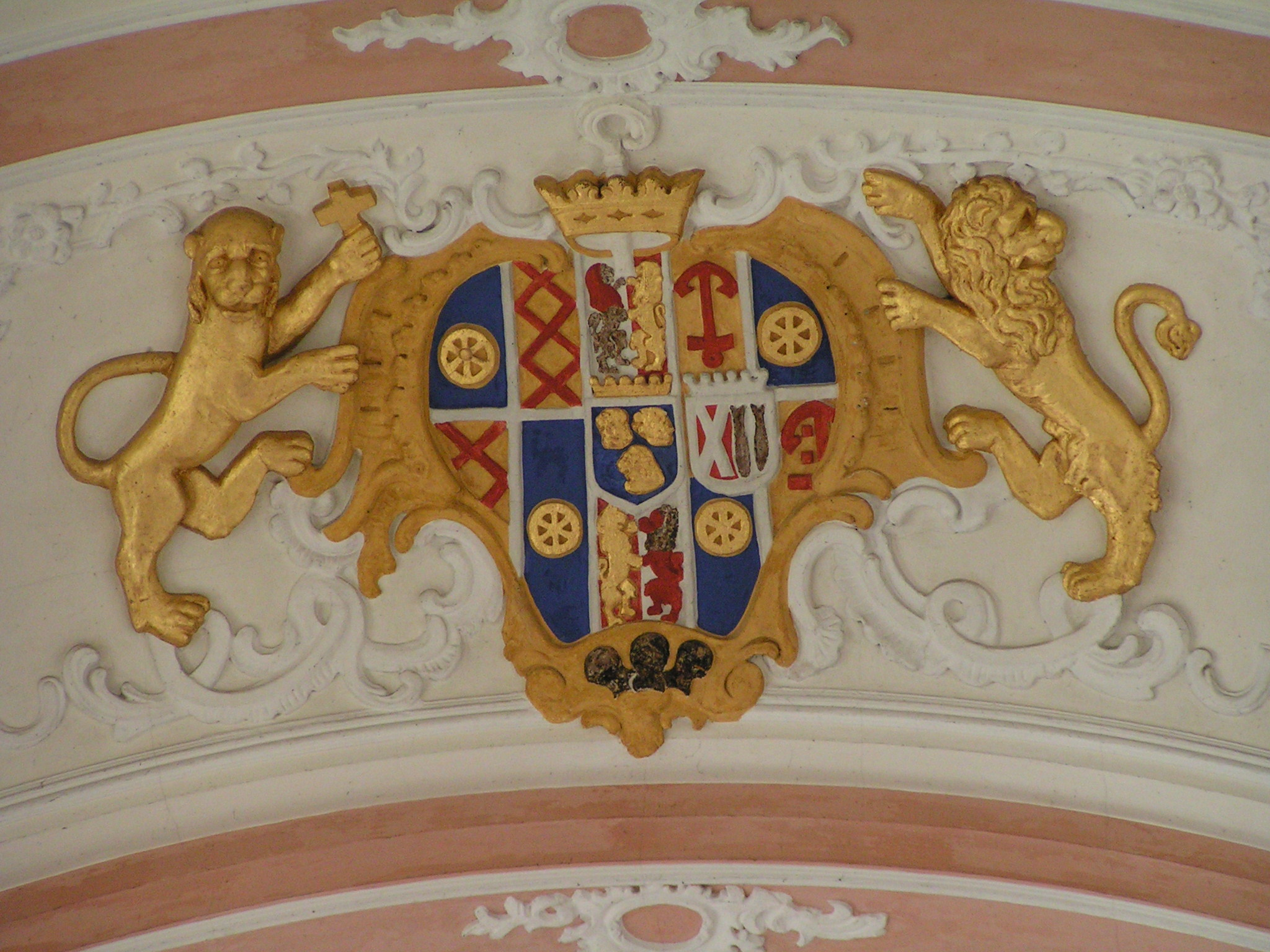
Wappen der Äbtissin Henrica von Löwenhaupt-Falkenstein (1725–1808)[26] an der Klosterkirche von St. Irminen in Trier (rezente Tingierung), um 1771

## Varia

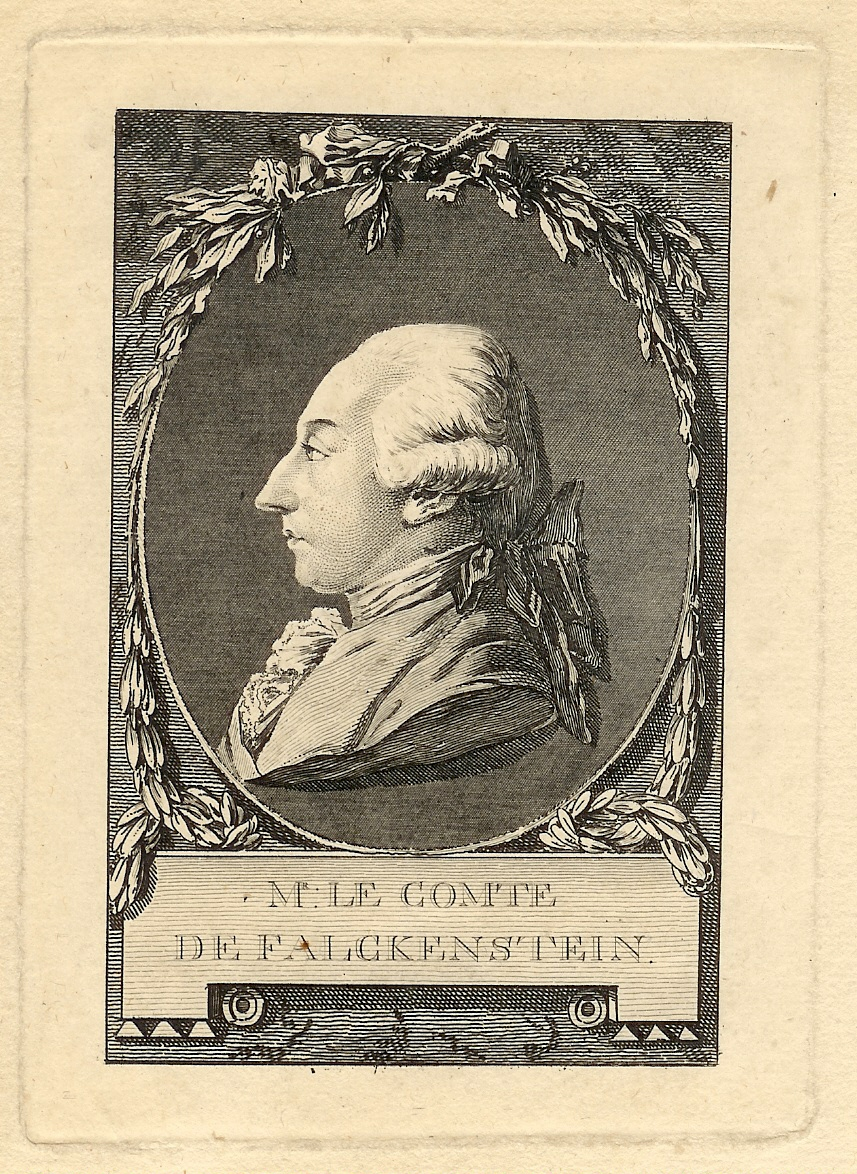
Kaiser Joseph II. als „Graf von Falkenstein“

Kaiser Joseph II. bediente sich grundsätzlich des Titels eines „Grafen von Falkenstein“, wenn er inkognito reiste. In seinem Großen Wappen führte er das Wappen der Grafschaft Falkenstein im 8. Feld (in der Spitze gespalten: VIII 5 Teschen und VIII 6 Falkenstein).